# Каракемерський сільський округ (Кордайський район)
Каракеме́рський сільський округ (каз. Қаракемер ауылдық округі, рос. Каракемерский сельский округ) — адміністративна одиниця у складі Кордайського району Жамбильської області Казахстану. Адміністративний центр — село Каракемер.
Населення — 3547 осіб (2021; 3286 у 2009, 3634 у 1999, 2763 у 1989).
Станом на 1989 рік існувала Каракемерська сільська рада (села Каракемер, Новоалександровка). 1997 року Каракемерський сільський округ був ліквідований та приєднаний до складу Масанчинського сільського округу, однак станом на 1999 рік він вже знову існував як окрема адміністративна одиниця.

## Склад
До складу округу входять такі населені пункти:
| Населений пункт | Старі назви       | Населення, осіб (1989) | Населення, осіб (1999) | Населення, осіб (2009) | Населення, осіб (2021) |
| --------------- | ----------------- | ---------------------- | ---------------------- | ---------------------- | ---------------------- |
| Каракемер, село | -                 | 2558                   | 3214                   | 2982                   | 3338                   |
| Керу, село      | Новоалександровка | 205                    | 420                    | 304                    | 209                    |